# Lake Dissoni
Lake Dissoni är en sjö i Kamerun.   Den ligger i regionen Sydvästra regionen, i den västra delen av landet, 270 km väster om huvudstaden Yaoundé. Lake Dissoni ligger 461 meter över havet. Arean är 1,5 kvadratkilometer. I omgivningarna runt Lake Dissoni växer i huvudsak städsegrön lövskog. Den sträcker sig 1,5 kilometer i nord-sydlig riktning, och 1,5 kilometer i öst-västlig riktning.